# Telewizyjne przedstawienie teatralne

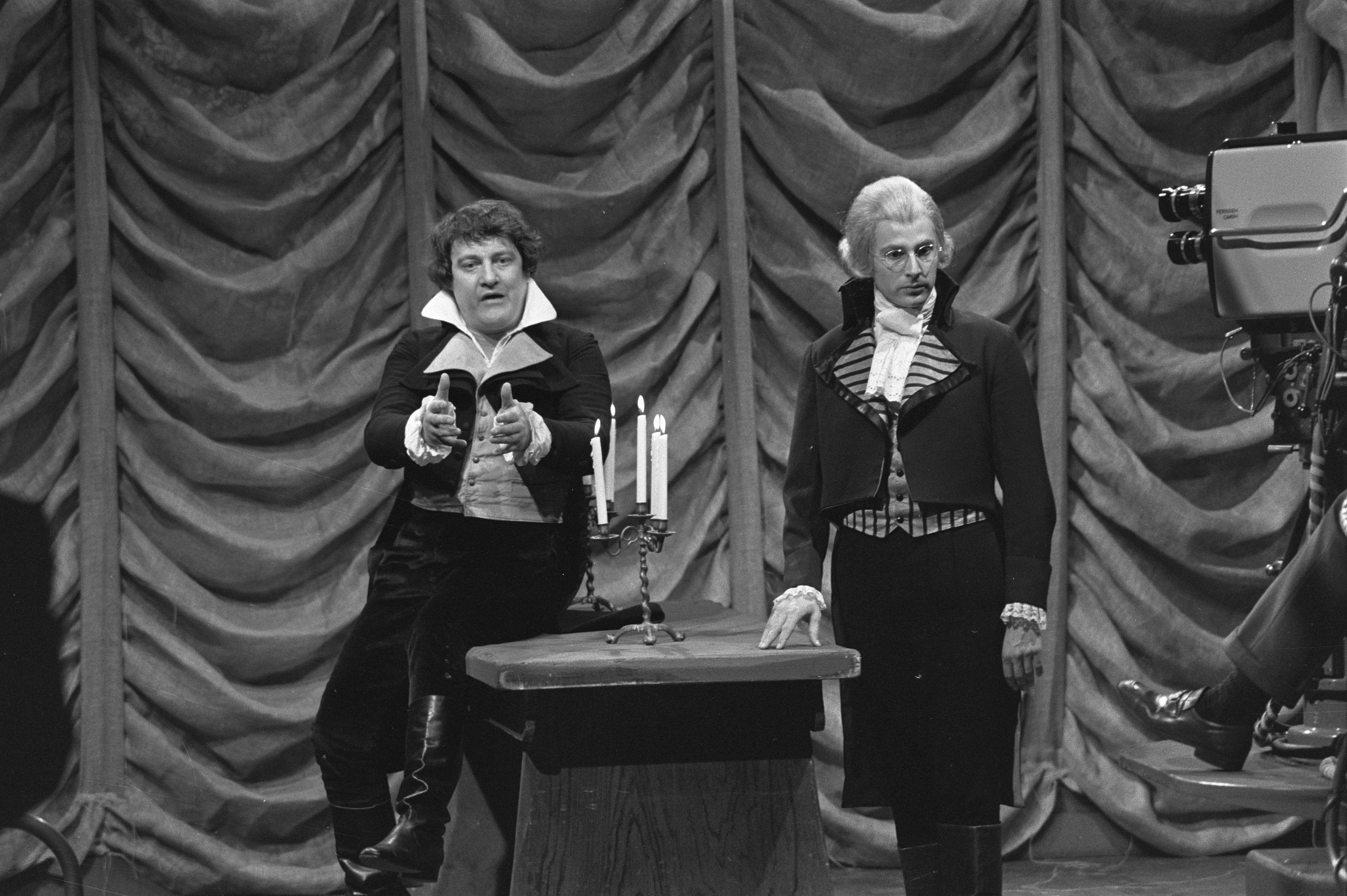
Telewizyjne przedstawienie teatralne

Telewizyjne przedstawienie teatralne – rodzaj sztuki wizualnej polegającej na inscenizacji i emisji w telewizji przedstawienia teatralnego „na żywo”. W odróżnieniu od teatru, akcja jest widoczna jedynie w ujęciu kamery, w tym poprzez zbliżenia. W odróżnieniu od telenoweli, akcja nie jest filmowana w wymiennej kolejności scen.